# Pitkä (ö)
Pitkä är en ö i Finland. Den ligger i Bottenviken och i kommunen Kalajoki i den ekonomiska regionen  Ylivieska ekonomiska region i landskapet Norra Österbotten, i den nordvästra delen av landet. Ön ligger omkring 120 kilometer sydväst om Uleåborg och omkring 450 kilometer norr om Helsingfors.
Öns area är 9,4 hektar och dess största längd är 0,6 kilometer i sydväst-nordöstlig riktning. I omgivningarna runt Pitkä växer i huvudsak blandskog.